# Модран (Биелина)
Модран (серб. Модран / Modran) — посёлок в общине Биелина Республики Сербской Боснии и Герцеговины. Население составляет 1147 человек по переписи 2013 года.

## Культура
В посёлке есть пятиклассная школа имени Меши Селимовича.